# Iulia Timoșenko
Iulia Volodimirivna Timoșenko (născută Hrihean; în ucraineană Юлія Володимирівна Тимошенко (Грігян), n. 27 noiembrie 1960, Dnipropetrovsk, RSS Ucraineană) este un politician și om de afaceri ucrainean, fost prim-ministru al Ucrainei.

## Biografie
S-a născut cu numele de Grigyan și este fiica Ludmilei Nikolaevna Telegina - născută Nelepova la data de 11 august 1937 și a lui Vladimir Abramovich Grigyan, nascut pe 3 decembrie 1937 si care la origine era lituanian. Tatăl ei a părăsit familia atunci când Iulia avea doar trei ani. În 1977, a terminat liceul în orașul său natal, pentru ca un an mai târziu să se angajeze la Departamentul de Exploatări Miniere din cadrul Institutului de Exploatări Miniere.
În 1979, s-a măritat cu Oleksandr Timoșenko, fiul unui birocrat din cadrul Partidului Comunist. Cei doi au o fată Evghenia, născută în anul 1980. Iulia a început să progreseze urcând treptele evoluției în cadrul organizației de tineret a Partidului Comunist, organizație denumită Komsomol. A absolvit Universitatea de stat din Dnipropetrovsk, fiind licențiată în economie.

## Cariera politică

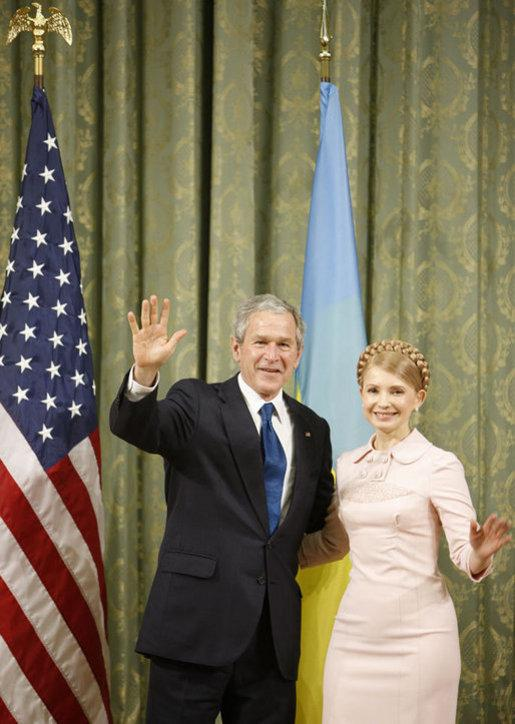
Iulia Timoșenko, alături de fostul președinte american, George Bush

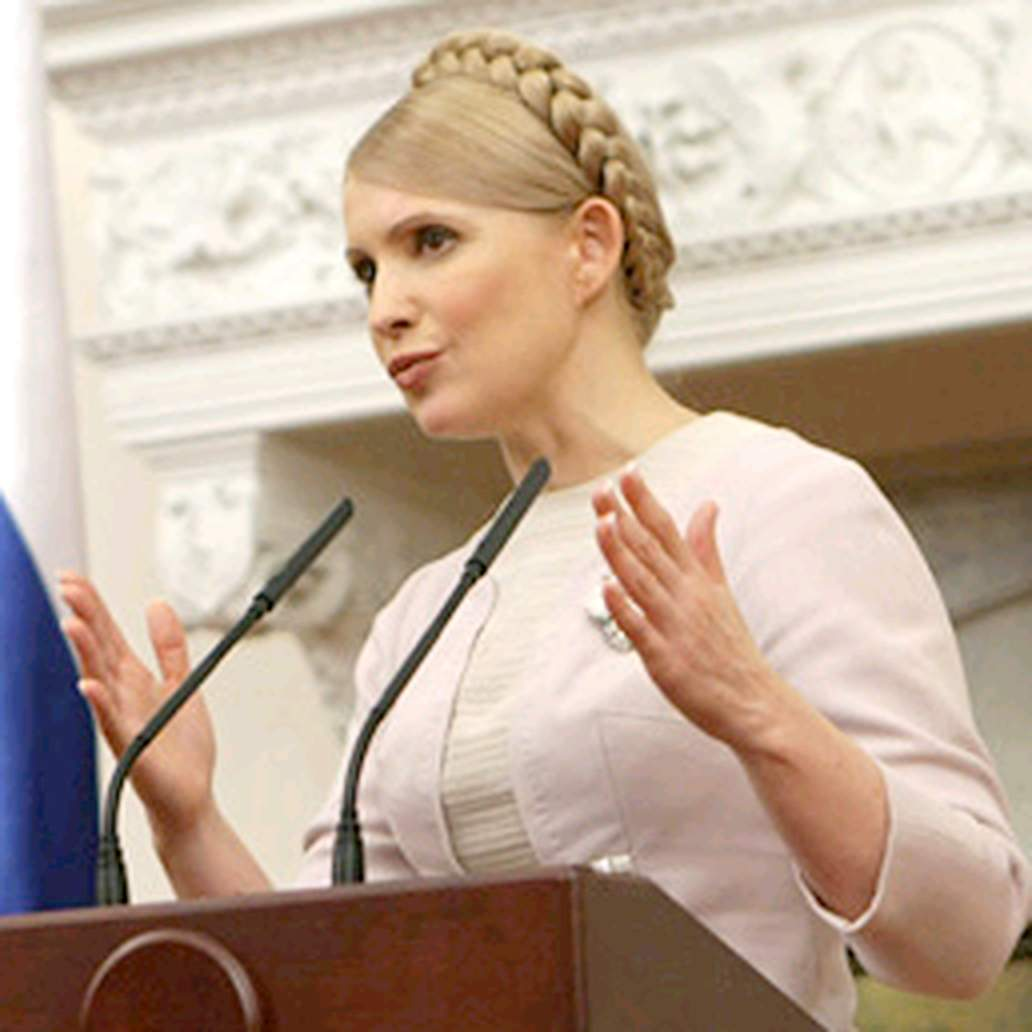
Iulia Timoșenko, noiembrie 2009

Înainte de a deveni prima femeie prim-ministru din Ucraina, a fost, alături de Viktor Iușcenko, unul din liderii importanți ai Revoluției Portocalii. În această perioadă unele dintre publicațiile din Occident au denumit-o Ioana D'Arc a acestei Revoluții.
Înainte de a face carieră în politică, Iulia Timoșenko a fost o femeie de afaceri de succes în domeniul industriei gazelor naturale, acest lucru ajutând-o să devină bogată. Revista Forbes o plasa, la data de 28 iulie 2005, pe locul al treilea în clasamentul celor mai puternice femei din lume, după secretarul de stat Condoleezza Rice și vicepremierul chinez Wu Yi.
Între 24 ianuarie 2005 și 8 septembrie 2005 a fost prim-ministru al Ucrainei. A fost demisă de președintele Viktor Iușcenko, sub pretextul problemelor de corupție. În urma alegerilor parlamentare din 2007, blocul condus de Timoșenko și blocul Ucraina Noastră, susținut de președintele Viktor Iușcenko a câștigat majoritatea în legislativul ucrainean, iar Iulia Timoșenko a devenit din nou Prim-ministru al Ucrainei, candidatura ei fiind propusă de Președinte și validată de Parlament cu 226 de voturi pentru minimul necesar.
A candidat la alegerile prezidențiale din 2010, dar a fost învinsă de liderul pro-rus Viktor Ianukovici.
A primit șapte ani de închisoare pentru abuz de putere, acțiune privită cu suspiciune de Uniunea Europeană și Federația Rusă. La data de 22 februarie 2014, Iulia Timoșenko a fost eliberată în urma presiunii populare care a determinat ca pe 21 februarie, Parlamentul să elimine din codul de procedură penală articolul în urma căruia Iulia fusese condamnată.
„ Noi speranțe pentru democrație în Ucraina.”—Viviane Reding ,  Vicepreședinte Comisia Europeană, Comisar pentru Justiție